# Pangi (Atjeh)
Pangi is een bestuurslaag in het regentschap Aceh Singkil van de provincie Atjeh, Indonesië. Pangi telt 339 inwoners (volkstelling 2010).